# 1710년 영국 총선
선거는 헨리 사쉬버렐의 기소와 휘그당 정부의 붕괴로 토리당의 압도적 승리로 끝났다.

## 헨리 사쉬버렐 고소사건
1709년 11월 성직자 헨리 사쉬버렐은 정부의 신교 반대자 관용정책과 내각의 개인행동에 대해 맹렬한 비난을 퍼붓는 설교를 한다. 정부는 사쉬버렐을 고소했으나 가벼운 형량을 선고받아, 유약한 정부의 정치보복이라는 여론이 형성되었다.

## 휴전협상 결렬
거기다 에스파냐 왕위를 합스부르크 가에 넘겨야 한다는 정부의 고집 때문에 프랑스와의 휴전협상이 결렬되자 정부의 지지도는 더욱 떨어졌다. 반면에 적극적으로 평화정책을 펴던 토리당의 지지도는 상승한다.

## 휘그당 정부의 붕괴
휘그당 지도부를 싫어하고 이 정부가 오래가지 못할 것임을 감지한 앤 여왕은 1710년 여름 토리당 내각을 임명한다.

## 선거 결과
| 정당   | 의석 수 |
| ------ | ------- |
| 토리당 | 346석   |
| 휘그당 | 196석   |
| 기타   | 16석    |
| 합계   | 558석   |

## 선거 이후
토리당이 선거에서 압도적으로 승리하자, 남아있던 휘그당 인사들도 물러나게 된다. 새 정부는 토리당 급진파에게 인기가 없었던 온건파 로버트 할리가 이끌게 되었고, 그의 내각은 의회에서 급격히 증가한 급진세력의 압력에 직면하게 된다.